# 溶融塩電池

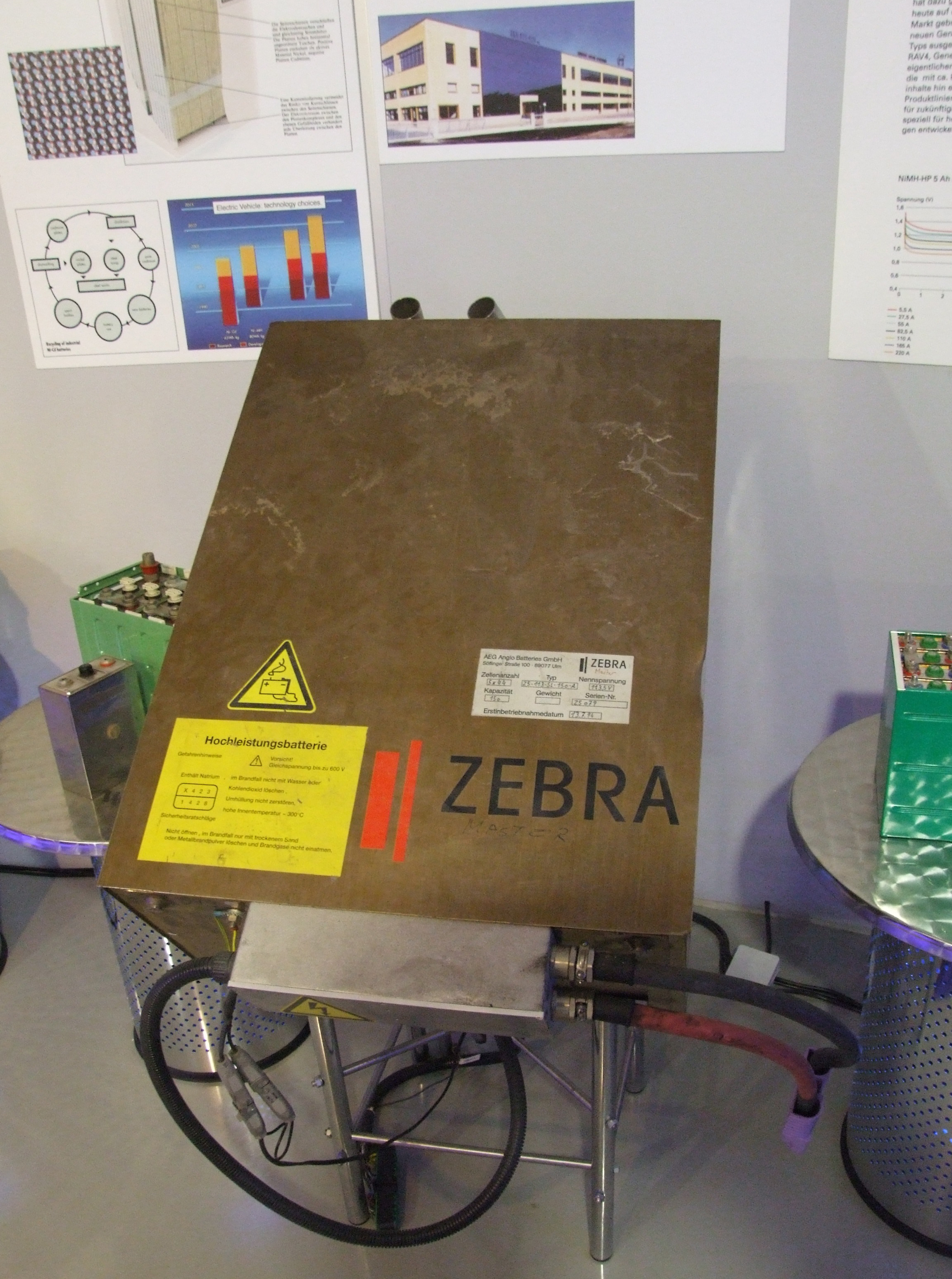
溶融塩電池(ZEBRA-battery), ドイツのAutovision博物館

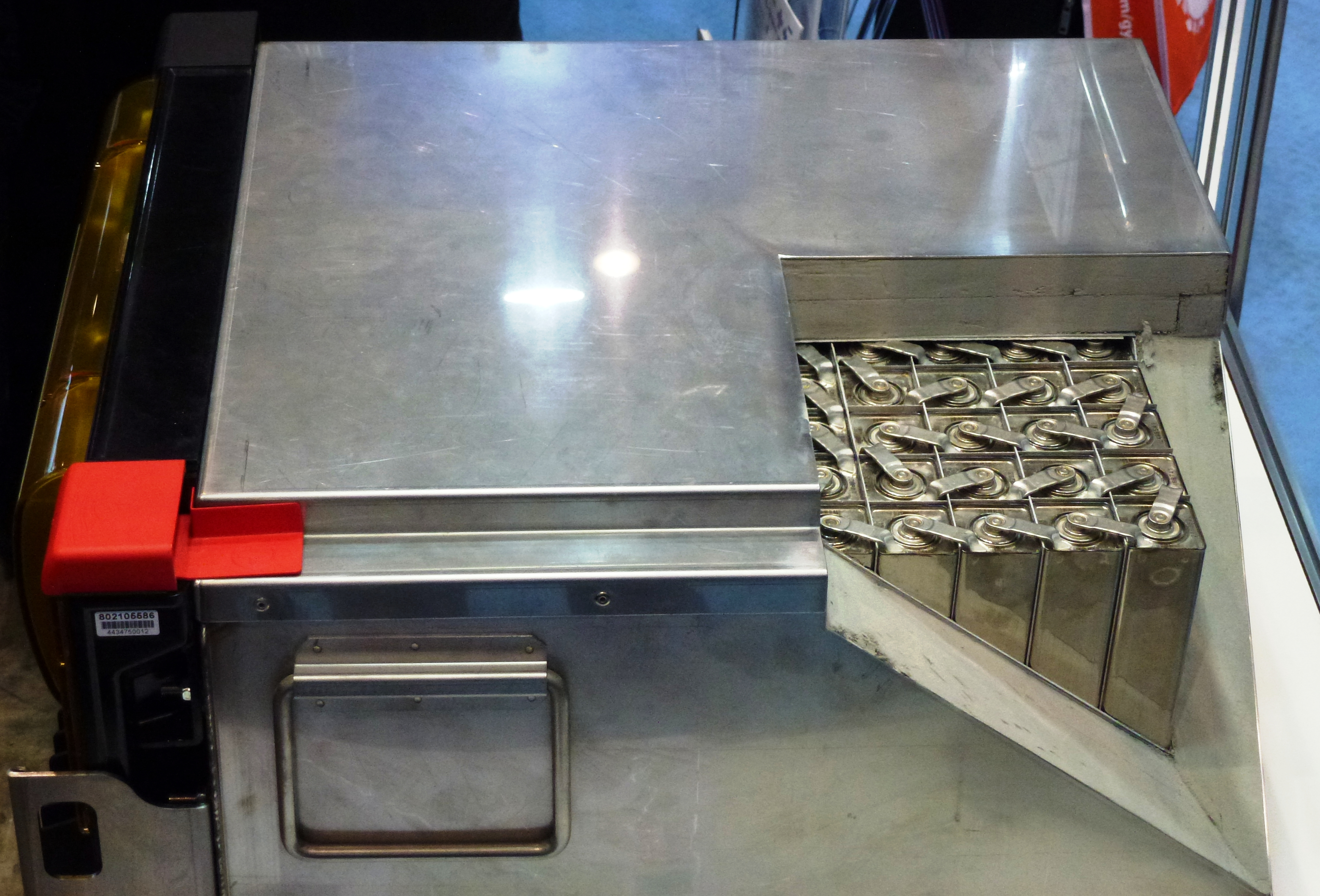
Sodium-Nickel battery with welding-sealed cells and heat insulation

溶融塩電池(ようゆうえんでんち、molten salt battery)は溶融塩を用いた化学電池である。熱により活性化（熱賦活）されることから熱電池(ねつでんち、thermally activated battery、thermal battery)とも呼ばれる。

## 概要
溶融塩電池は、室温においては非導電性で固体の無機塩を電解質として用いている。そのため、貯蔵時には正極・負極の活物質は絶縁された状態になっており、活物質が反応して自然放電することを抑制することができる
。この状態であれば10年以上貯蔵可能といわれている。
使用時には固体塩電解質に熱を加えて溶融塩にする。溶融塩はイオン伝導性を生じるので電池が活性化する。活性化した電池は10分から1時間ほど放電し続け、溶融塩が冷めて凝固すると作動停止する。
溶融塩電池は長期保存が可能なため、ミサイルや魚雷などの兵器やロケット、航空機の緊急脱出装置などに用いられている。
溶融塩電池は、第二次世界大戦中のドイツで、V2ロケットの電源としてGeorg Otto Erbにより考案・開発された。Erbの溶融塩電池では、ロケットの排熱を利用して電解質を溶融状態に保っていた。

## 電池構造
溶融塩電池は、アルカリ金属あるいはアルカリ土類金属の負極、塩化リチウム・塩化カリウム共融混合物などの電解質および金属塩の正極からなる電池本体と、電解質を溶融状態に保つための熱源・点火装置および保温材等からなる。
負極活物質として、カルシウムが1970年代にかけて多く用いられていた。正極活物質は1950年代初期には三酸化タングステン(WO3)が用いられていたが、1950年代中期ごろからクロム酸カルシウム(CaCrO4)に置き換えられていき、1960年代から1970年代にはカルシウム・クロム酸カルシウム系の溶融塩電池が主流になった。その後、負極活物質にリチウム（アルミニウムと合金化されている）、正極活物質に二硫化鉄(FeS2)や二硫化コバルト(CoS2)等が用いられるようになり、今日ではリチウム・硫黄系の電池が主流となっている。
電解質を溶融状態にするための熱源には、開発初期にはロケットエンジンの排熱を利用していたが、現在では熱紙および熱ペレットと呼ばれる火工品を電池に挟み込んで加熱する方法が用いられている。熱紙は、ジルコニウムとバリウム・クロム酸塩(BaCrO4)の混合物をガラス繊維等で紙状に加工したもので、静電気や摩擦によって容易に発火する。熱ペレットは、鉄の微粉末と過塩素酸カリウム(KClO4)の混合物をプレスしてペレット状に成形したもので、着火には比較的大きなエネルギーを要する。溶融塩電池の熱源としては、熱ペレットが主であり、熱紙は熱ペレットへの着火剤として用いられている。熱紙が燃焼してできる灰は非導電性であるが、熱ペレットに含まれる鉄を化学量論比より過剰にしておくことで未反応の鉄が残って、燃焼後も電池間の電気伝導が確保されるようになっている。

## ゼブラバッテリー
ゼブラバッテリー (ZEBRA Battery) は二次電池として利用可能な溶融塩電池である。
ゼブラバッテリーはテトラクロロアルミン酸ナトリウム (NaAlCl4) を電解質として利用する、作動温度は250 ℃である。NaAlCl4の融点は約160℃で電解質として機能する。負極は融解ナトリウムNa、正極はニッケルNiで、放電すると塩化ニッケル(II)（NiCl2）になる。ニッケルは中性、ニッケル塩化物はアルカリ性なので充放電時の内部抵抗が少ない。NaAlCl4とNaは運転時の温度（約300℃）では両方とも液体であり、ナトリウムはβアルミナを透過して溶融NaAlCl4とつながる。
1985年、南アフリカ科学産業研究審議会 (CSIR) のJohan Coetzerが率いるグループが発明した。ゼブラバッテリーの名前は (for the Zeolite Battery Research Africa Project) に由来する。約20年間研究は続いた。技術的な名称はナトリウム-ニッケル塩化物Na-NiCl2電池である。
150 W/kgの出力密度を誇り、毎時90 W/kgの出力を発揮する。液体電解質は157℃で凝固する。通常の作動温度は270–350 ℃である。このシステムのために開発されたβアルミナ固体電解質は金属ナトリウムと塩化ナトリウム双方に対して安定性が高い。実用の大きさの電池で寿命は1500サイクル以上で5年間の運転を実証して10セルと20セルのモジュールでは3000サイクル8年間の運転を実証した。
電気自動車の電源として研究開発が進められており、ゼブラバッテリーで電力を供給した乗り物は2百万キロメートル以上も走った。サイクル寿命は2000回以上といわれている。日本では昭和飛行機工業がゼブラバッテリーを搭載した電気自動車を製造販売している。
しかし、一度冷えると再起動して充放電できるまで2日かかるため、実用には保温が必要となる。